# Nitrosomonas aestuarii
Nitrosomonas aestuarii ist eine Bakterienart der Gattung Nitrosomonas. Es handelt sich um eine nitrifizierende Bakterienart, die im Stoffwechsel Ammoniak (NH3) zu Nitrit (NO2−) oxidiert und hierdurch Energie gewinnt.

## Merkmale
Die Zellen sind stäbchenförmig mit abgerundeten Ecken in einer Größe von 1,0–1,3 X 1,4–2,0 Mikrometer. Die Art ist, wie für Bakterien der Gruppe der Proteobacteria üblich, gramnegativ. Nitrosomonas aestuarii ist aerob, das Bakterium benötigt Sauerstoff. Es ist in der Lage Harnstoff als Ammoniumquelle zu nutzen. Nitrosomonas aestuarii ist, wie alle Mitglieder der Familie der Nitrosomonadaceae, chemolithoautotroph, d. h. es werden anorganische Elektronendonatoren (Ammoniak) zur Energiegewinnung angewendet, die Art ist nicht auf organische Energie- und Kohlenstoffquellen angewiesen.
Nitrosomonas aestuarii wurde aus Meerwasser, vor allem in Küstennähe isoliert.
Der GC-Gehalt der DNA beträgt 45,8 %.

## Stoffwechsel
Nitrosomonas aestuarii zählt, wie alle Nitrosomonadaceae zu den Nitrifizierern. Der Stoffwechsel beruht auf der Nitrifikation, es wird Ammoniak (NH3) zu Nitrit (NO2−) oxidiert. Hierbei werden durch die Oxidation von Ammoniak Elektronen in eine Elektronentransportkette gebracht. Es wird eine protonenmotorische Kraft erzeugt, wodurch schließlich ATP gebildet wird. Für die Kohlenstofffixierung nutzen die nitrifizierenden Bakterien den Calvin-Zyklus, der auch bei der Photosynthese der Pflanzen genutzt wird.

## Systematik
Nitrosomonas aestuarii zählt zu der Familie der Nitrosomonadaceae. Sie wurde im Jahr 1991 von H. P. Koops und Mitarbeitern erstbeschrieben.